# Space Technology 5

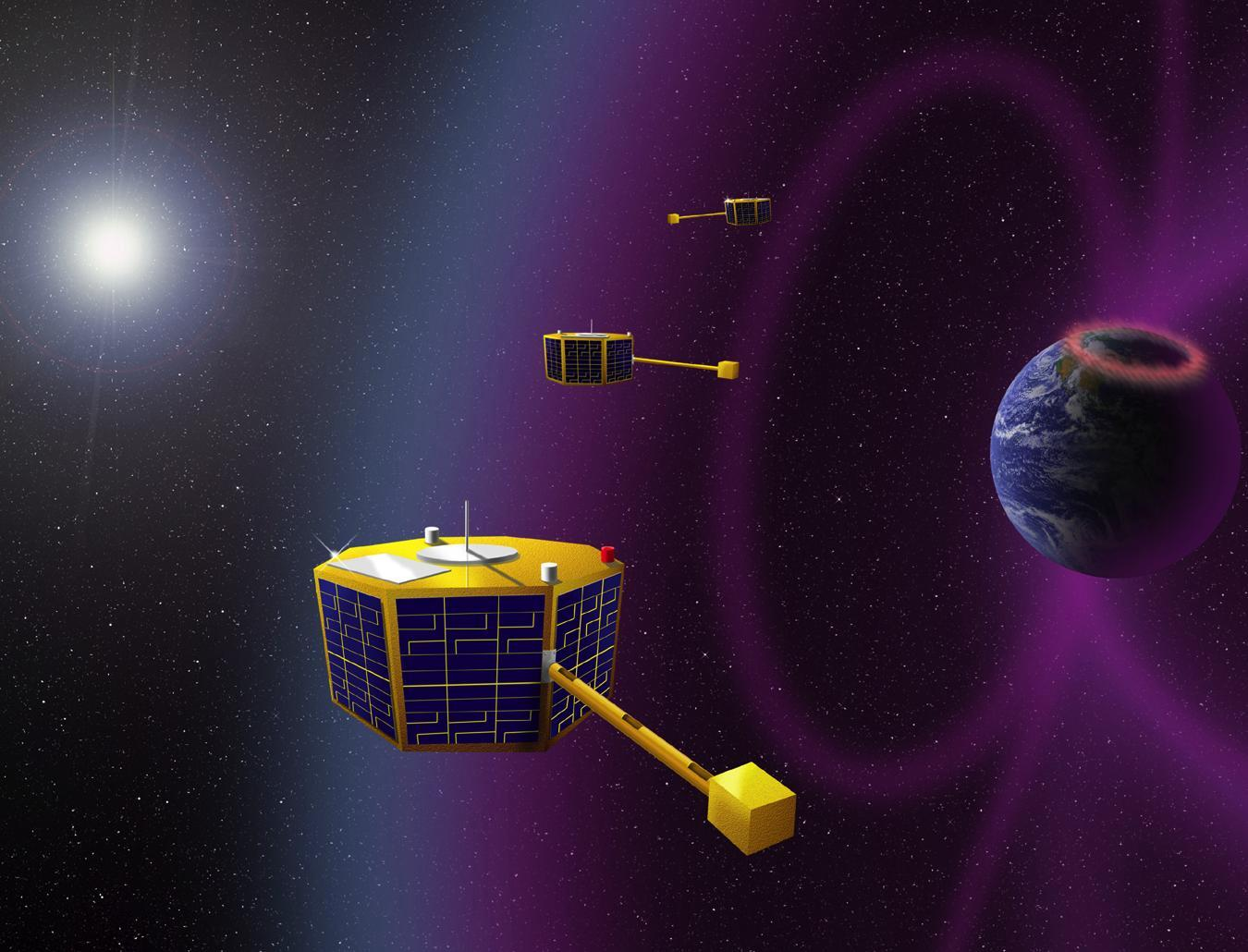
Sondy ST5 - wizja artysty

Space Technology 5 – misja NASA podjęta w ramach programu New Millennium, której celem było zaprezentowanie i przetestowanie nowych technologii, które mogą w przyszłości zrewolucjonizować badania kosmosu. W skład misji wchodziły trzy mikrosatelity o masie ok. 25 kg każdy, które zostały wyniesione na orbitę 22 marca 2006 roku na pokładzie rakiety Pegasus XL. Jednym z testowanych rozwiązań były anteny zaprojektowane dzięki algorytmom genetycznym. Misja została zakończona w czerwcu 2006.